# Paravibrissina aurigera
Paravibrissina aurigera är en tvåvingeart som beskrevs av Hiroshi Shima och Takuji Tachi 2008. Paravibrissina aurigera ingår i släktet Paravibrissina och familjen parasitflugor.
Artens utbredningsområde är Vanuatu. Inga underarter finns listade i Catalogue of Life.